# Ясио
Ясио (яп. 八潮市 Ясио-си) — город в Японии, находящийся в префектуре Сайтама. Площадь города составляет 18,03 км², население — 85 717 человек (1 августа 2014), плотность населения — 4754,13 чел./км².

## Географическое положение
Город расположен на острове Хонсю в префектуре Сайтама региона Канто. С ним граничат города Сока, Мисато.

## Население
Население города составляет 85 717 человек (1 августа 2014), а плотность — 4754,13 чел./км². Изменение численности населения с 1980 по 2005 годы:
| 1980 | 62 734 чел. |  |
| 1985 | 67 635 чел. |  |
| 1990 | 72 473 чел. |  |
| 1995 | 75 322 чел. |  |
| 2000 | 74 954 чел. |  |
| 2005 | 75 507 чел. |  |

## Символика
Деревом города считается гинкго, цветком — Gardenia jasminoides, птицей — трясогузка белая.